# Eugène Berger
Eugène Berger   (Bettembourg, 4 de desembre de 1960 - 21 de gener de 2020) va ser un esportista i polític luxemburguès. Berger va estudiar per ser professor, i va treballar en aquesta professió des de 1988 fins a 1994. A  eleccions de 1994 va ser elegit membre de la Cambra de Diputats pel Partit Democràtic. Va ser Secretari d'Estat de Medi Ambient de 1999 fins a 2004.
L'1 d'octubre de 1992 es va convertir en el primer luxemburguès a escalar el Mont Everest, pel que se li va concedir el premi en alpinisme d'Esportista Luxemburguès de l'Any.

## Honors
- Comandant de l'Orde del Mèrit del Gran Ducat de Luxemburg (promoció 2000)[3]